# Margaret Mackworth, 2. Viscountess Rhondda

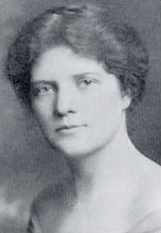
Margaret, Lady Mackworth, um 1915

Margaret Haig Mackworth, 2. Viscountess Rhondda, geborene Thomas (* 12. Juni 1883 in Newport; † 20. Juli 1958 in London, England) war eine walisische Adelige, Autorin und aktive Frauenrechtlerin. Sie ist vor allem als Gründerin der politischen Zeitschrift Time and Tide bekannt.

## Herkunft und Familie
Sie war das einzige Kind des walisischen Politikers und Bergwerkeigentümers David Alfred Thomas (1856–1918) und dessen Frau Sybil Margaret Haig (1857–1941). Margaret genoss eine umfangreiche Bildung, sie besuchte die Notting Hill High School, die St Leonards School in St Andrews und das Somerville College in Oxford. Außerdem sprach sie fließend Deutsch und Französisch. Zeit ihres Lebens fühlte sich Margaret ihrem Vater am nächsten.
Am 9. Juli 1908 heiratete Margaret Thomas im walisischen Christchurch den zwölf Jahre älteren Humphrey Mackworth (1871–1948), Erbe einer Baronetwürde und wie sie aus gutem Haus. Die Ehepartner waren charakterlich sehr verschieden und einander nie besonders nah, was die Beziehung schwierig machte. Sie führten keine besonders herzliche Ehe. Schon nach kurzer Zeit war Margaret vom geordneten und behüteten Leben als Ehefrau gelangweilt, sie fühlte sich gefangen und unausgefüllt. Es gingen keine Kinder aus der Ehe hervor.

## Teil der Frauenbewegung
Sie hatte außerdem schon seit Jahren einen Hang zum Feminismus entwickelt, da sie die gesellschaftlichen Schranken, die Frauen in jener Zeit umgaben, unfair und veraltet fand. Sie wollte sich aktiv für die Rechte der Frau einsetzen. Nur vier Monate nach ihrer Hochzeit trat sie Emmeline Pankhursts Women’s Social and Political Union (WSPU) bei und gründete eine örtliche Stelle dieser Organisation in ihrer Heimatstadt Newport. Sie lud Emmeline Pankhurst ein, das erste Treffen auf dem Anwesen der Mackworths mit einer Rede zu eröffnen. Da sie verhindert war, schickte sie ihre Tochter Sylvia, der Humphrey Mackworth allerdings den Zutritt zum Haus verweigerte. Er hatte für die feministischen Ambitionen seiner Frau kein Verständnis und unterstützte sie in keiner Weise.

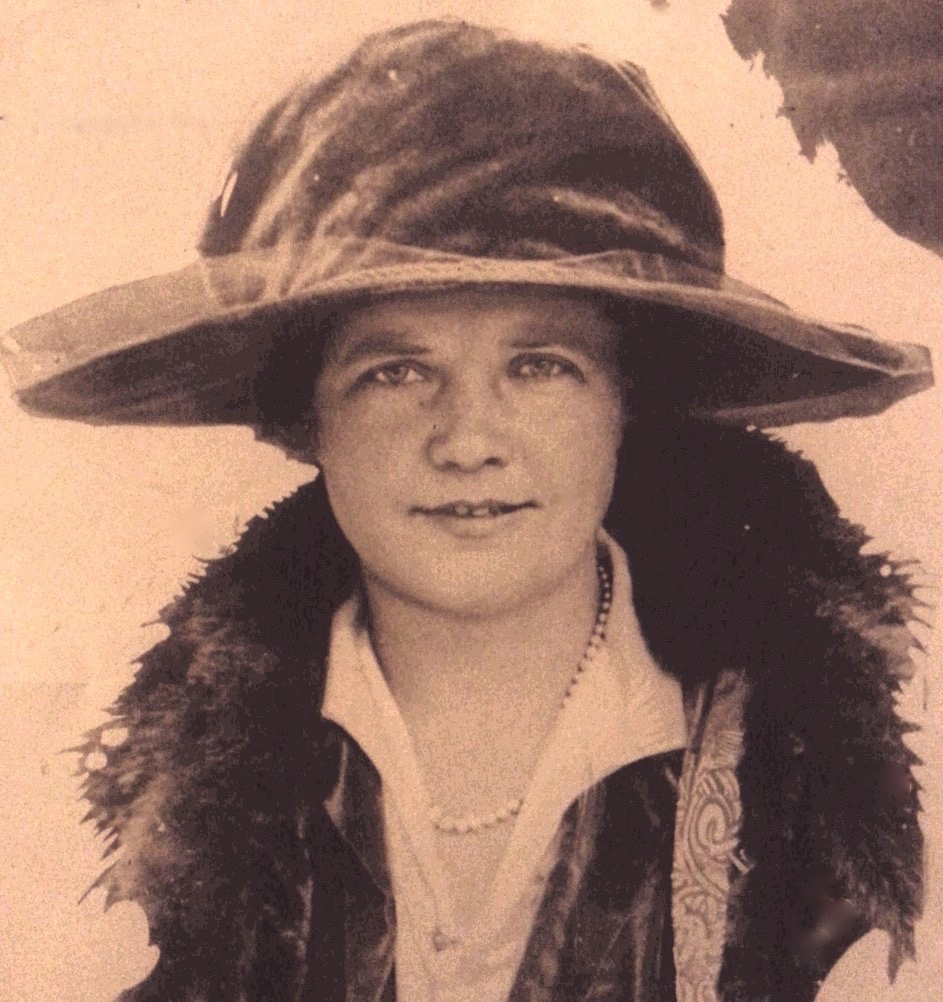
Margaret Mackworth, 2. Viscountess Rhondda (undatiert).

Nachdem Margaret den Suffragetten beigetreten war, bildete sie sich auf dem Gebiet des Feminismus weiter und las alle Schriften, die sie zu diesem Thema ausfindig machen konnte. Die meisten ihrer Quellen waren einfache Zeitungsartikel oder schlechtgemachte Pamphlete, da es zu Beginn des 20. Jahrhunderts kaum Bücher über Frauenrechte existierten. Das Gesamte Material, das ihr zur Verfügung stand, stammte aus der Cavendish-Bentinck Bibliothek in London (heute Women’s Library), gegründet von Ruth Cavendish-Bentinck, einer Dame der hohen Gesellschaft und ebenso wie Mackworth Mitglied der WSPU.
Obwohl Margaret von den militanten Aktionen der Suffregattenbewegung eher abgeschreckt war und nichts damit zu tun haben wollte, kam sie früher oder später doch damit in Berührung. Als sie einen Briefkasten mit einer chemischen Bombe in die Luft jagte, wurde sie verhaftet und inhaftiert. Sie verbot ihrem Ehemann, die Kaution zu stellen und ging stattdessen in Hungerstreik. Nach fünf Tagen gab die Gefängnisleitung nach, da man sich Sorgen um die Gesundheit der prominenten Dame machte und Margaret wurde entlassen. Sie nahm fortan Abstand von derartigen Maßnahmen und setzte sich stattdessen vermehrt für das Wahlrecht der Frauen ein. Als am 8. März 1914 Humphreys Vater starb, erbte ihr Mann dessen Vermögen und Ländereien in Wales, sowie dessen Adelstitel als 8. Baronet, of the Gnoll in the County of Glamorgan, mit dem Prädikat „Sir“. Als Ehegattin des Baronet führte sie fortan den Höflichkeitstitel „Lady Mackworth“.
Mit dem Ausbruch des Ersten Weltkrieges beschloss die Leitung der WSPU, ihre militanten Kampagnen in den Hintergrund zu stellen und die Kriegsanstrengungen des Vereinigten Königreiches zu unterstützen.

## An Bord derLusitania
Im April 1915 begleitete Lady Mackworth ihren Vater und dessen Sekretär Arnold Rhys-Evans auf eine Geschäftsreise in die USA. D. A. Thomas sollte im Auftrag des britischen Premierministers David Lloyd George die Munitionsversorgung der britischen Truppen garantieren und eine entsprechende Vereinbarung mit der US-Regierung arrangieren. Am 1. Mai gingen Vater und Tochter in New York City als Passagiere Erster Klasse an Bord des britischen Luxusliners Lusitania, um ins Vereinigte Königreich zurückzukehren. Lady Mackworth belegte die Kabine B-90; Thomas und Rhys-Evans die angrenzenden Parlour-Suiten B-86 und B-88.
Am 7. Mai wurde die Lusitania vor der irischen Küste von einem deutschen U-Boot ohne Vorwarnung torpediert und versenkt. Lady Mackworth und ihr Vater befanden sich zum Zeitpunkt der Explosion vor dem Fahrstuhl auf dem D-Deck, verloren sich im Chaos an Bord aber schnell aus den Augen. An Deck traf Margaret auf zwei ihrer Tischnachbarn aus dem Speisesaal der Ersten Klasse, Dr. Howard L. Fisher, den Bruder des ehemaligen amerikanischen Innenministers Walter L. Fisher und dessen Schwägerin, Dorothy Conner. Die panischen Menschenmassen vor Augen drehte sich Mackworth zu Conner und sagte: „Ich dachte immer, ein Schiffsuntergang sei eine sehr gut durchorganisierte Angelegenheit.“ Dorothy Conner antwortete: „Das habe ich auch gedacht, aber ich habe in den letzten fünf Minuten verdammt viel dazugelernt.“
Ihre Begleiter sahen keine andere Möglichkeit, als vom Bootsdeck zu springen, was Mackworth zutiefst entsetzte – sie litt an Höhenangst und konnte nicht schwimmen. Im Wasser verhedderte sie sich in Seilen, konnte sich aber befreien und an Wrackteilen festhalten. Geschockt und unterkühlt verlor sie schließlich das Bewusstsein. Der kleine Dampfer Bluebell fand sie Stunden später immer noch bewusstlos in einem Korbstuhl sitzend. Da man sie für tot hielt, legten die Rettungskräfte sie an Deck auf einen Leichenstapel, wo sie einige Zeit später erwachte. Die Bluebell erreichte das irische Queenstown um 23 Uhr, fast neun Stunden nach dem Untergang des Schiffes.
Sowohl Lady Mackworth als auch ihr Vater und der Sekretär überlebten die Katastrophe, bei der 1198 Menschen starben, doch das Erlebnis hinterließ körperlich wie seelisch seine Spuren. Sie war der festen Überzeugung, nur überlebt zu haben, weil sich der Zweck ihres Daseins noch nicht erfüllt hatte.

## Politische Bemühungen
1916 wurde Lady Mackworths Vater als Baron Rhondda zum Peer erhoben, ein Jahr später ernannte man ihn zum neuen Minister für Ernährungsfragen. Lady Mackworth selbst bekam trotz ihrer Aktivitäten bei der WSPU ebenfalls einen Posten in der Regierung und wurde zur Abteilungsleiterin des Women’s Department im Ministry of National Service. 1918 sorgte ihr Bericht über die Women’s Royal Air Force für die Entlassung von deren Kommandantin, Violet Douglas Pennant, die von Helen Gwynne-Vaughan ersetzt wurde.

### House of Lords
1918 führte das Vereinigte Königreich Großbritannien und Irland das Wahlrecht für alle Frauen über 30 ein. Im selben Jahr wurde Lady Mackworths Vater zum Viscount Rhondda erhoben, starb aber weniger als einen Monat danach. Im Gegensatz zum 1916 geschaffenen Baronstitel war der Viscounttitel mit dem besonderen Zusatz verliehen worden, dass er in Ermangelung männlicher Nachkommen auch an seine Tochter vererbbar sei. So ging dieser Titel auf Margaret als 2. Viscountess Rhondda über, die danach versuchte, wie ihr Vater Mitglied des House of Lords zu werden. Sie berief sich auf den Sex Disqualification (Removal) Act von 1919, der aussagte, „eine Person kann nicht aufgrund ihres Geschlechts oder Familienstandes von der Ausübung eines öffentlichen Amtes ausgeschlossen werden.“ Das Komitee, das ihre Petition erhielt, stimmte mit ihr überein und gab bekannt, dass die Viscountess Rhondda von Geburt wegen das Recht hat, im House of Lords zu sitzen. Dies löste bei vielen Mitgliedern des House of Lords wie dem Lordkanzler Frederick, Earl of Birkenhead Bestürzung aus. George Bernard Shaw, einem großen Bewunderer der Viscountess Rhondda, zufolge, sahen die Lords sie als aufgrund ihres politischen Hintergrundes als unzumutbar und „schrecklich“ an. Sie stellten ein Ultimatum: „Wenn Lady Rhondda hier rein kommt, gehen wir!“ Lord Birkenhead stellte schnell ein neues Komitee zusammen, das Lady Rhonddas Petition vollkommen anders bewertete und ihren Anspruch für nichtig erklärte. Damit war die Sache für sie erledigt.
Lady Rhondda bestand weiterhin darauf, dass die Rechte der Frauen gesetzlich angepasst werden und bemühte sich um eine Aufhebung der Altersbegrenzung beim Wahlrecht für Frauen. Sie hatte jedoch keinen Erfolg.
Während es politisch für Lady Rhondda bergab ging, sah es auch privat nicht viel besser aus. Die Ehe mit Sir Humphrey war nach wie vor kompliziert, das Paar hatte es während all der Jahre nicht geschafft, sich kennenzulernen und zu verstehen. Ihre Ansichten waren zu verschieden; auf der einen Seite der erzkonservative Humphrey, auf der anderen die liberale, fortschrittliche Margaret. 1923 ließ sich das Paar scheiden. 1948 änderte sie wieder ihren Mädchennamen Thomas als Familiennamen an.

### Autorin und Herausgeberin
1920 gründete sie das Magazin Time and Tide, das die politische Linke und vor allen Dingen Frauen unterstützte und von Helen Archdale herausgegeben wurde. Es kam international gut an und wurde nach und nach mit Beiträgen von Nancy Astor, George Orwell, George Bernard Shaw, Emmeline Pankhurst, Virginia Woolf, D. H. Lawrence und anderen bereichert. 1926 übernahm Lady Rhondda selbst die Herausgabe der Zeitschrift, die sich im Lauf ihrer Entwicklung immer weiter nach rechts bewegte und stark antikommunistische Züge annahm. Auch die sonst so viel diskutierten Frauenangelegenheiten verloren ihren Vorrang. 1933 veröffentlichte sie ihre Biografie, This Was My World (Das war meine Welt), die tiefe Einblicke in ihre Persönlichkeit und ihre Sichtweise des Lebens gewährte. Von 1950 bis 1955 war sie Präsidentin des University College of South Wales.

### Frauen im House of Lords
In den 1940er Jahren bekam die Diskussion um die Aufnahme von Frauen in das House of Lords neuen Schwung. Lady Rhondda und andere initiierten eine Petition, die den Verantwortlichen zeigen sollte, wie viel öffentliche Unterstützung sie bekamen. Es wurden über 50.000 Unterschriften gesammelt, sogar die Direktoren der Universitäten von Oxford und Cambridge beteiligten sich. 1949 gaben die Lords nach und signalisierten ihre Zustimmung, die Labour-Regierung unter Premierminister Clement Attlee verweigerte aber die Verabschiedung eines entsprechenden Gesetzes. In den 50er Jahren konnte eine Reform nicht mehr aufgehalten werden. Lord Home stellte einen Gesetzesentwurf vor, der es Frauen ermöglichte, in das House of Lords berufen zu werden. Dem Entwurf wurde entsprochen und 1958 wurden vier Frauen zu Mitglieder des House of Lords ernannt: Baroness Ravensdale, Baroness Swanborough, Baroness Elliot und Baroness Wootton. Für Lady Rhondda war es zu spät, sie starb 1958 im Alter von 75 Jahren in London. Da sie keine Kinder hatte, erlosch ihr Titel.
Während ihrer letzten Lebensjahre hatte ihr Magazin an ihren finanziellen Ressourcen gezehrt und sie hatte vergeblich nach neuen Geldgebern gesucht. Nach ihrem Tod konnte die Veröffentlichung von Time and Tide noch von Freunden und vermögenden Lesern aufrechterhalten werden; 1977 wurde der Druck schließlich eingestellt. Bis heute wird Lady Rhondda in England als eine Vorreiterin der Frauenbewegung betrachtet, die den Frauen den Weg in das House of Lords ebnete.

## Werke
- Leisured Women. (Hogarth Essays, 2nd Series; XI). L. and Virginia Woolf, London 1928
- This Was My World. MacMillan, London 1933
- Notes on the Way. Books for Libraries Press, New York 1937
- Men not Mases. Time and Tide, London 1944
- University omen and Business, Journal of the American Association of University Women, 1950